# Стадион Росунда
Росунда (швед. Råsunda fotbollsstadion) био је шведски национални фудбалски стадион у општини Солна (део града Стокхолма) отворен је 1937. године. У 2012. години, стадион Росунда је срушен. Имао је капацитет од 35.000-36.608 гледалаца, зависно од употребе. Стадион је дом фудбалског клуба АИК, а до 2012. године био је домаћин већине домаћих утакмица фудбалске репрезентације. Од 2012. године, шведски национални тим игра на Френдс арени.
Рекордан број од 52.943 посетилаца забележен је 26. септембра 1965. године, када је Шведска играла са Западном Немачком.
Росунда је први од два стадиона који су били домаћини финала Светског купа у конкуренцији мушкараца и жена: 1958. и 1995. године. Други стадион је Роуз боул у Пасадени.
Дана 1. априла 2006. Шведски фудбалски савез објавио је да ће почети изградњу новог стадиона у Солни, познатог као "Френд Арена". Стадион "Френд Арена" отворен је 27. октобра 2012. године, а стари је срушен за годину дана.